# Lygurella tibialis
Lygurella tibialis là một loài tò vò trong họ Ichneumonidae.